# Tisha Campbell
Tisha Michelle Campbell  (Oklahoma City, 13 oktober 1968) is een Amerikaanse actrice. Op 8-jarige leeftijd maakte ze reeds haar debuut op het televisiescherm, in de show The Big Blue Marble.
Naast acteren heeft zo ook voor enkele series achter de schermen gewerkt. Zo was ze een tijdje regisseur van My Wife and Kids, waarin ze ook zelf een rol speelde. Daarnaast bedacht ze de film The Seat Filler en werkte ze als choreografe voor House Party.
Ze was getrouwd met acteur Duane Martin, met wie ze twee zoons heeft.

## Filmografie

### Films
- Little Shop of Horrors (1986) - Chiffon
- School Daze (1988) - Jane Toussaint
- Rooftops (1989) - Amber
- House Party (1990) - Sidney
- Another 48 Hrs. (1990) - Amy Smith
- House Party 2 (1991) - Sidney
- Boomerang (1992) - Yvonne
- House Party 3 (1994) - Sidney
- Homeward Bound II: Lost in San Francisco (1996) - Sledge (stem)
- Sprung (1997) - Brandy
- The Sweetest Gift (1998) - Ruby Wilson
- The Last Place on Earth (2002) - Ann Field
- Zack and Miri Make a Porno (2008) - Delaney's Wife
- Lemonade Mouth (2011) - Music Teacher
- Blindspotting (2018) - mama Liz

### Televisie
- A Different World (1991) - Josie Webb
- The Fresh Prince of Bel-Air (seizoen 2, aflevering 1) (1991) - Kathleen
- Martin (1992-1997) - Gina Waters-Payne
- Between Brothers (1997) - Daisy
- Getting Personal (1998) - Michelle
- Linc's (1998) - Rosalee Lincoln
- Wasteland (1999) - Olivia
- Sabrina, the Teenage Witch (2001) - Joyce
- My Wife and Kids (2001-2005) - Janet 'Jay' Marie Kyle
- All of Us (2004-2006) - Carmen
- Everybody Hates Chris (2008-2009) - Peaches
- Dr. Ken (2015-2016) - Damona Watkins
- Empire (2018-2019) - Brooke
- Craig of the Creek (2018-2020) - Kim/Shatanya (stem)
- Last Man Standing (2019-2020) - 	Carol Larabee
- Harley Quinn (2019-2023) - Tawny Young (stem)